# تراویس براون (دوچرخه‌سوار)
تراویس براون (انگلیسی: Travis Brown؛ زادهٔ ۷ اوت ۱۹۶۹) دوچرخه‌سوار اهل ایالات متحده آمریکا است. وی در بازی‌های المپیک تابستانی ۲۰۰۰ شرکت کرده است.